# Hogna likelikeae
Hogna likelikeae là một loài nhện trong họ Lycosidae.
Loài này thuộc chi Hogna. Hogna likelikeae được Eugène Simon miêu tả năm 1900.